# 井宿增十
雙子座30，又名BD+13 1390，HD 48433、SAO 96051、HR 2478，是雙子座的一颗恒星，视星等为4.49，位于銀經200.3，銀緯4.37，其B1900.0坐标为赤經6h 38m 20.9s，赤緯+13° 4.37′ 44″。